# Microplitis autographae
Microplitis autographae är en stekelart som beskrevs av Muesebeck 1922. Microplitis autographae ingår i släktet Microplitis och familjen bracksteklar. Inga underarter finns listade i Catalogue of Life.